# Münster-Aaseestadt

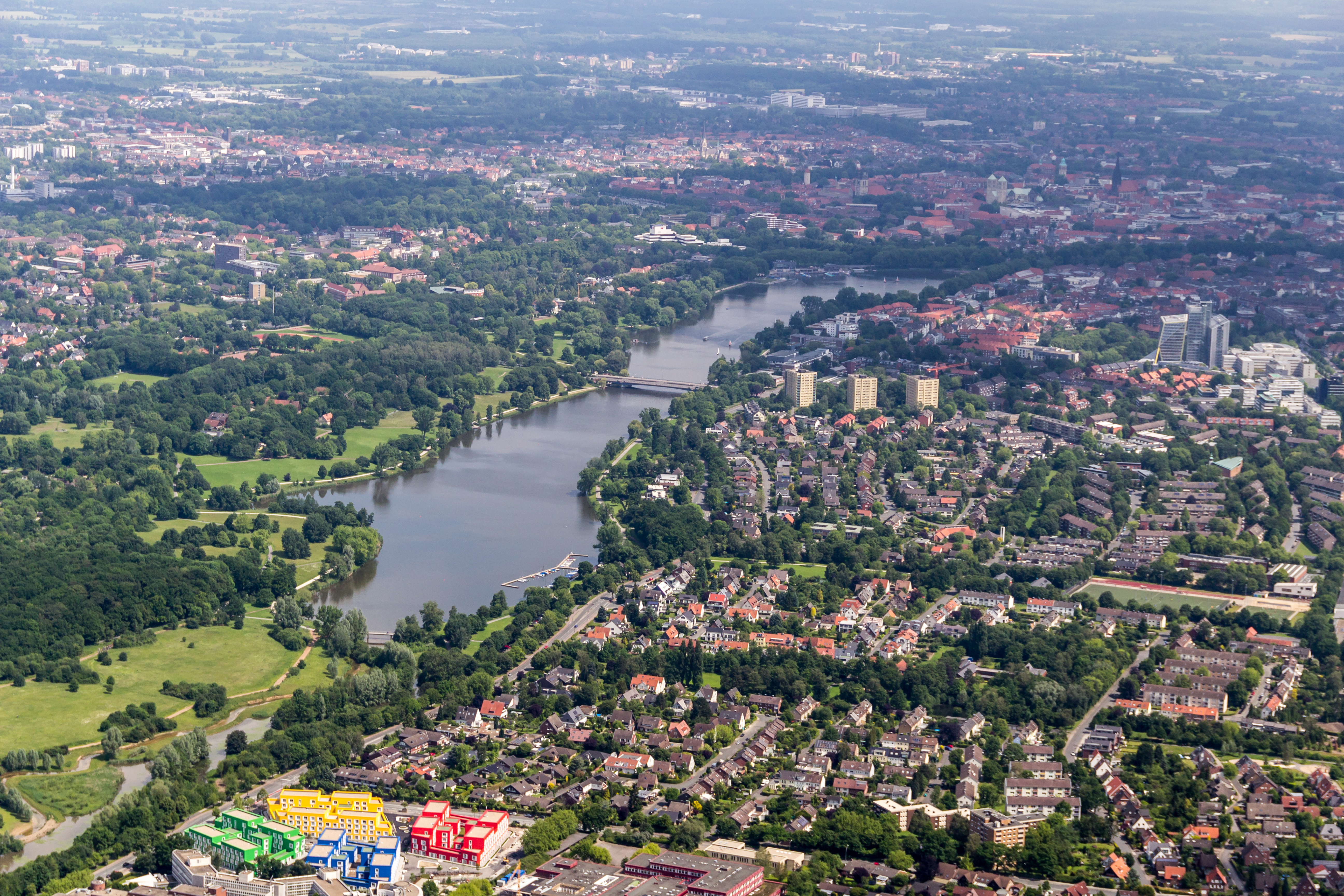
Luftbild von Aasee und Aaseestadt (vorne rechts)

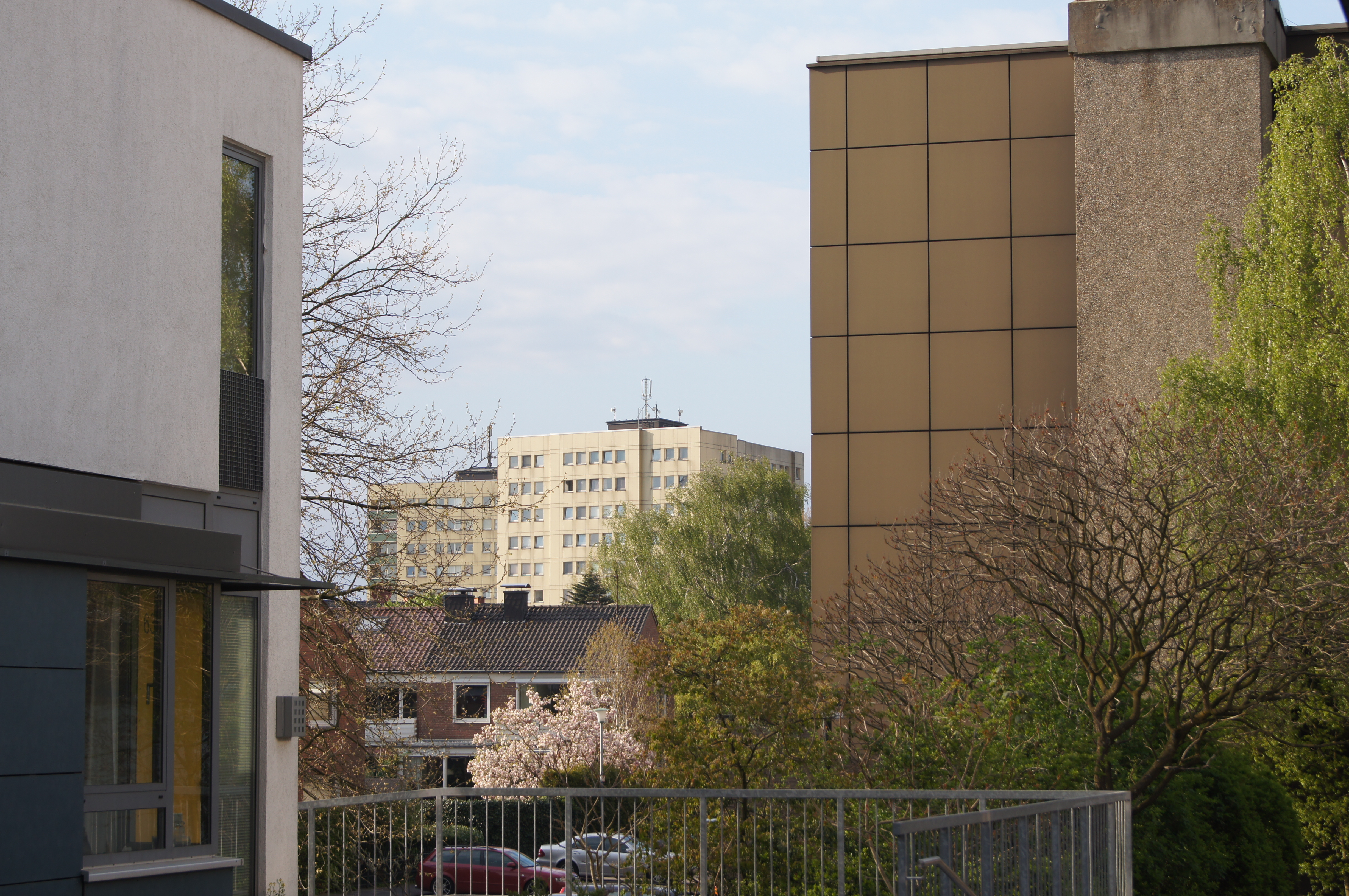
Blick vom Aasee-Markt über eine typische Einfamilienhaus-Bebauung auf die 1959 erbauten Wohn-Hochhäuser (Architekt: Karl-Friedrich Sommer)

Die Aaseestadt ist ein Stadtviertel im Kernbereich der Stadt Münster in Westfalen. Es gehört zum Stadtbezirk Mitte. Die Aaseestadt befindet sich östlich des Aasees und südlich des Kolde-Rings. Im Osten wird sie durch die Bundesstraße B219 (Weseler Straße) begrenzt und im Süden durch die Boeselagerstraße, ungefähr auf Höhe des Übergangs der B219 in die Autobahn A43. Benachbarte Stadtteile sind Pluggendorf im Norden, Geist im Osten, Düesberg im Süden, Mecklenbeck im Südwesten und Sentrup im Nordwesten.
Die Nähe zum Aasee und die vergleichsweise hohe Anzahl an Grünflächen und Parkanlagen macht die Aaseestadt zu einem beliebten Wohngebiet. So wohnen ca. 5900 Menschen (Stand 2020) in dem fast 1,5 km² großen Stadtviertel. Die jüngere Bevölkerung (unter 40 Jahre) hat zwischen 2011 und 2020 um rund 20 Prozent zugenommen.
Zur Aaseestadt gehören die katholische St.-Stephanus-Kirche sowie die evangelische Jakobuskirche. Die Dietrich-Bonhoeffer-Schule ist die städtische Grundschule des Viertels, angrenzend liegt die Sportanlage mit dem Verein SV Blau-Weiß Aasee sowie das Polizeifortbildungsinstitut Carl Severing (ehemals: Höhere Landes-Polizeischule). Es gibt keine weiterführende Schule in der Aaseestadt, aber die bischöfliche Friedensschule liegt direkt angrenzend im Stadtteil Mecklenbeck und prägt so diesen Stadtteil mit.
Der 1967 eröffnete Aaseemarkt, das Einkaufszentrum des Viertels, zeichnet sich besonders durch seine ungewöhnliche Bauart aus: Es handelt sich um eine Art Plattform, zu der man über Treppen und Rampen Zugang erlangt. Im Aaseemarkt befinden sich diverse, manchmal wechselnde Geschäfte, wie beispielsweise Apotheke, Pizzeria, Drogerie, Fernsehfachgeschäft, Fahrschule und Supermarkt, aber auch einige Miet- und Eigentumswohnungen.
Von weitem sichtbar sind die drei gelben Hochhäuser, die 1959 von Karl-Friedrich Sommer errichtet wurden und die ungewöhnlich für die ansonsten von Ein- und Mehrfamilienhäusern dominierte Aaseestadt sind. Der 1999 errichtete Büroturm der LVM Versicherung überragt diese jedoch. Alle Bauwerke liegen direkt am Kolde-Ring, also der der Innenstadt zugewandten Seite der Aaseestadt.

## Statistik
Strukturdaten der Bevölkerung in der Aaseestadt am 31. Dezember 2020:
- Bevölkerungsanteil der unter 20-Jährigen: 16,7 % (Münsteraner Durchschnitt: 17,4 %)[4]
- Bevölkerungsanteil der mindestens 60-Jährigen: 25,6 % (Münsteraner Durchschnitt 23,5 %)[5]
- Ausländeranteil: 10,7 % (Münsteraner Durchschnitt: 10,9 %)[6]